# Kepler-7
Kepler-7 là một ngôi sao nằm trong chòm sao Thiên Cầm trong tầm quan sát của Sứ mệnh Kepler, một hoạt động của NASA nhằm tìm kiếm các hành tinh giống Trái Đất. Đây là nơi có thứ tư trong số năm hành tinh đầu tiên mà Kepler phát hiện ra; hành tinh này, một hành tinh khí khổng lồ có kích thước bằng Sao Mộc tên là Kepler-7b, nhẹ như xốp. Bản thân ngôi sao này có khối lượng lớn hơn Mặt Trời, và gần gấp đôi bán kính của Mặt trời. Nó cũng hơi giàu kim loại, một yếu tố chính trong việc hình thành các hệ hành tinh. Hành tinh Kepler-7 được giới thiệu vào ngày 4 tháng 1 năm 2010 tại một cuộc họp của Hiệp hội Thiên văn Hoa Kỳ.

## Hệ hành tinh
Kepler-7b là một Sao Mộc nóng có khối lượng bằng một nửa Sao Mộc, nhưng gần gấp 1,5 lần kích thước của nó; tại thời điểm phát hiện ra nó, Kepler-7b là hành tinh khuếch tán thứ hai được biết đến, chỉ vượt qua WASP-17b. Nó quay quanh ngôi sao chủ của nó cứ năm ngày một lần với khoảng cách xấp xỉ 0,06 AU (9.000.000 km; 5.600.000 dặm). Kepler-7b đã được công bố tại một cuộc họp của Hiệp hội Thiên văn Hoa Kỳ vào ngày 4 tháng 1 năm 2010. Đây là hành tinh ngoài hệ mặt trời đầu tiên có bản đồ phủ sóng thô.
| Thiên thể đồng hành (thứ tự từ ngôi sao ra) | Khối lượng | Bán trục lớn (AU) | Chu kỳ quỹ đạo (ngày) | Độ lệch tâm | Độ nghiêng | Bán kính |
| ------------------------------------------- | ---------- | ----------------- | --------------------- | ----------- | ---------- | -------- |
| b                                           | 0.433 MJ   | 0.06224           | 4.8855                | 0           | —          | 1.478 RJ |